# روبي كوستيجان
روبي كوستيجان (بالإنجليزية: Robbie Costigan)‏ هو لاعب كرة قدم أيرلندي، ولد في 1982 في Cahir ‏ في جمهورية أيرلندا. لعب مع Tipperary Senior Football Team ‏.